# 케라 에이코
케라 에이코(けらえいこ, 1962년 12월 2일 ~ )는 일본의 여성 만화가이다. 대학은 와세다 대학교를 졸업했다. 배우자는 우에다 신지이다. 아따맘마로 잘 알려져 있다.

## 작품활동
- 아따맘마 - 1994년 연재 시작.
- 싸우는 신부님
- 3색 귤